# Carlos Morete
Pour les articles homonymes, voir Morete.
Carlos Manuel Morete, né le 14 janvier 1952 à Munro (en) en Argentine, est un footballeur international argentin.

## Titres
| Saison             | Club               | Titre                      |
| ------------------ | ------------------ | -------------------------- |
| Metropolitano 1974 | River Plate        | Primera División argentine |
| Metropolitano 1981 | Boca Juniors       | Primera División argentine |
| Metropolitano 1983 | Independiente      | Primera División argentine |
| Metropolitano 1984 | Argentinos Juniors | Primera División argentine |
| Nacional 1985      | Argentinos Juniors | Primera División argentine |
| 1985               | Argentinos Juniors | Copa Libertadores          |

## Titres de meilleur buteur
| Saison             | Club          | Titre                                         |
| ------------------ | ------------- | --------------------------------------------- |
| Nacional 1972      | River Plate   | Meilleur buteur de Primera División argentine |
| Metropolitano 1974 | River Plate   | Meilleur buteur de Primera División argentine |
| Metropolitano 1982 | Independiente | Meilleur buteur de Primera División argentine |